# 弗拉基米尔·米哈尔金
弗拉基米尔·米哈伊洛维奇·米哈尔金（俄语：Владимир Михайлович Михалкин，1927年6月30日—2017年1月1日）是苏联军事将领，苏联最后一位炮兵元帅。

## 生平
1927年生于莫吉廖夫省博布鲁伊斯克。父母均是圣彼得堡人。父亲也是炮兵。
苏德战争爆发后的1941年7月，他作为志愿军前往前线，在第42集团军炮兵连服役。1944年12月毕业于列宁格勒第一炮兵学校，获得少尉军衔，并被任命为乌克兰第一方面军第21集团军炮兵司令副官。他参加了1945年在波兰和捷克斯洛伐克的战斗。
二战结束后继续在苏军服役。自1953年以来，任列宁格勒军区近卫炮兵突击第2师重型迫击炮连连长、军校炮兵营营长。1962年毕业于捷尔任斯基军事炮兵学院，后历任苏军驻德集群近卫摩托化步兵第39师近卫自行火炮第87团副团长、团长。1968年开始担任北高加索军区某导弹旅旅长。两年后转任喀尔巴阡军区某炮兵师师长，白俄罗斯军区坦克第7集团军火箭兵和炮兵主任。1983年至1991年，任陆军火箭兵和炮兵司令。1989年2月15日晋升炮兵元帅军衔。1992年1月退役。晚年积极参与社会活动和青年爱国主义教育，曾任俄罗斯联邦国防部总监察部监察长、公益基金会“军官兄弟会”主席。
2017年1月1日在莫斯科去世。总统普京对他的去世表示深切哀悼。他的遗体于1月4日被安葬在联邦军人纪念公墓，葬礼以军事荣誉礼仪举行。
荣获的苏联勋章有：十月革命勋章一枚、劳动红旗勋章一枚、一级/二级卫国战争勋章各一枚、红星勋章两枚、三级在苏联武装力量中为祖国服务勋章一枚。俄罗斯联邦勋章有：四级祖国功勋勋章、亚历山大·涅夫斯基勋章、朱可夫勋章和荣誉勋章。其余还有奖章、纪念章及国外勋章多枚。

## 图集

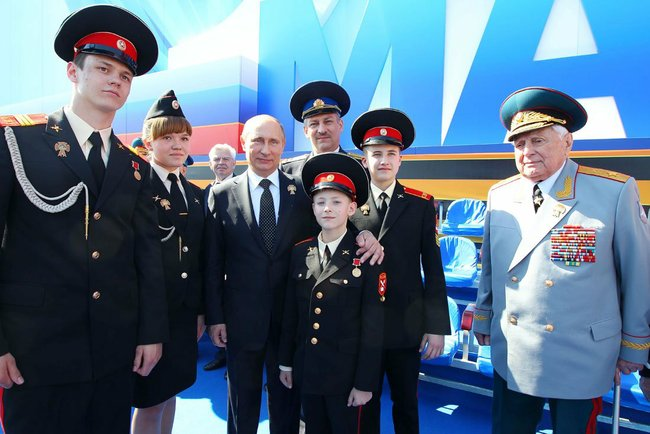
胜利日阅兵
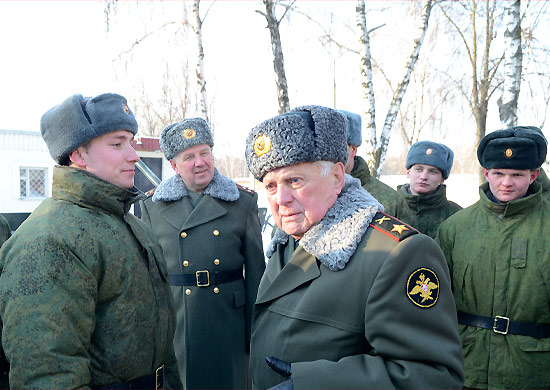
2012年
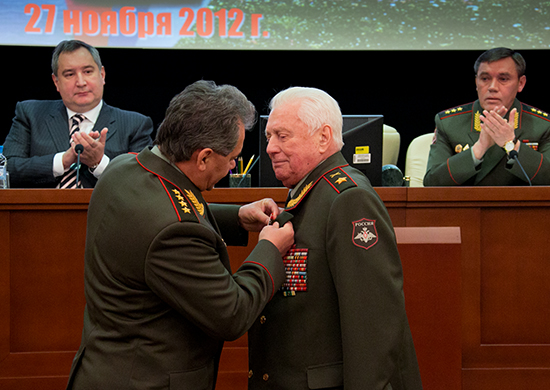
亚历山大·涅夫斯基勋章授勋仪式
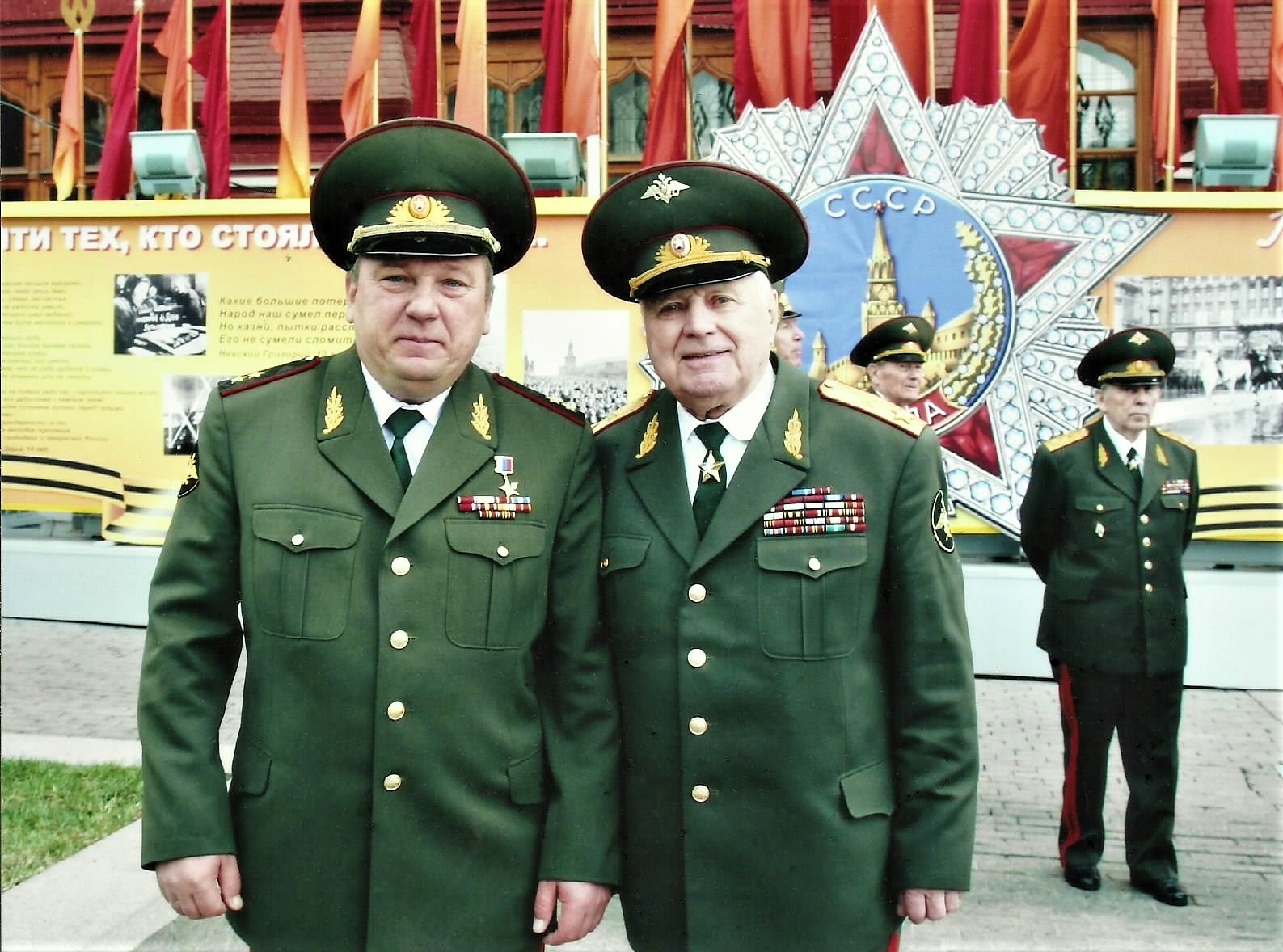
沙马诺夫（左）与米哈尔金